# Хватівка
Хватівка (біл. вёска Хвацаўка) — село в складі Березинського району Мінської області, Білорусь. Село підпорядковане Погостівській сільській раді, розташоване в східній частині області.